# Passion sous les tropiques
Pour les articles homonymes, voir Second Chance.
Pour le film de John Cromwell sorti en 1940, voir Passion sous les tropiques (film, 1940).
Pour plus de détails, voir Fiche technique et Distribution.
Passion sous les tropiques (titre original : Second Chance) est un film américain réalisé en relief (3-D) par Rudolph Maté, sorti en 1953.

## Synopsis
La compagne d'un gangster est protégée par un boxeur amoureux d'elle.

## Fiche technique
- Titre : Passion sous les tropiques
- Titre original : Second Chance
- Réalisation : Rudolph Maté
- Producteurs : Sam Wiesenthal et Howard Hughes
- Producteur exécutif : Edmund Grainger
- Société de production : RKO
- Distribution : RKO
- Scénario : Oscar Millard, Robert Presnell Sr. et Sydney Boehm d'après le roman de D.M. Marshman Jr.
- Musique : Roy Webb
- Photographie : William E. Snyder
- Montage : Robert Ford et Albrecht Joseph (non crédité)
- Direction artistique : Carroll Clark et Albert S. D'Agostino
- Décors de plateau : F. Keogh Gleason et Darrell Silvera
- Costumes: Michael Woulfe
- Pays de production : États-Unis
- Format : Couleur (Technicolor) - Son : 3 Channel Stereo (RCA Sound System)
- Genre : Thriller, Film noir
- Durée : 82 minutes
- Dates de sortie :
  - États-Unis : 18 juillet 1953
  - France : 12 février 1954

## Distribution
- Robert Mitchum (VF : Roger Tréville) : Russ Lambert
- Linda Darnell (VF : Claire Guibert) : Clare Shepperd
- Jack Palance (VF : Marc Valbel) : Cappy Gordon
- Roy Roberts (VF : Jacques Berlioz) : Charley Malloy
- Dan Seymour (VF : Jean-Henri Chambois) : Felipe
- Fortunio Bonanova : Mandy
- Sandro Giglio : le conducteur
- Reginald Sheffield (VF : Lucien Bryonne) : M. Woburn
- Margaret Brewster : Mme Woburn
- Rodolfo Hoyos Jr. (VF : Albert Augier) : Vasco
- Martin Garralaga (VF : Gérard Férat) : don Pascual

Acteurs non crédités :
- George Chakiris : un villageois
- Michael Tolan : Antonio

## Autour du film
Ce film a donné un fait divers qui s'est produit lors du tournage. Les deux acteurs, Robert Mitchum et Jack Palance, sont dans un bar mexicain à discuter à haute voix et à se moquer allègrement des soldats du lieu. Des militaires sont présents dans le bar. L'un d'eux, par malheur, comprend parfaitement l'américain. Il saisit son fusil et menace de faire sauter la tête des étrangers. Les deux acteurs ne devront leur salut qu'à une fuite précipitée.
Toutefois, l'équipe de tournage continue de travailler dans une ambiance assez houleuse et hostile de la part des autochtones.